# Куткор
Куткор (укр. Куткір) — село в Красненской поселковой общине Золочевского района Львовской области Украины.
Население по переписи 2001 года составляло 963 человека. Занимает площадь 0,914 км². Почтовый индекс — 80550. Телефонный код — 3264.

## Известные уроженцы и жители
- Ян Непомук Каминский (1777—1855) — польский писатель, режиссёр, актёр.
- Караффа-Корбут, Софья Петровна (1924—1996) — украинская художница-график, книжный иллюстратор.

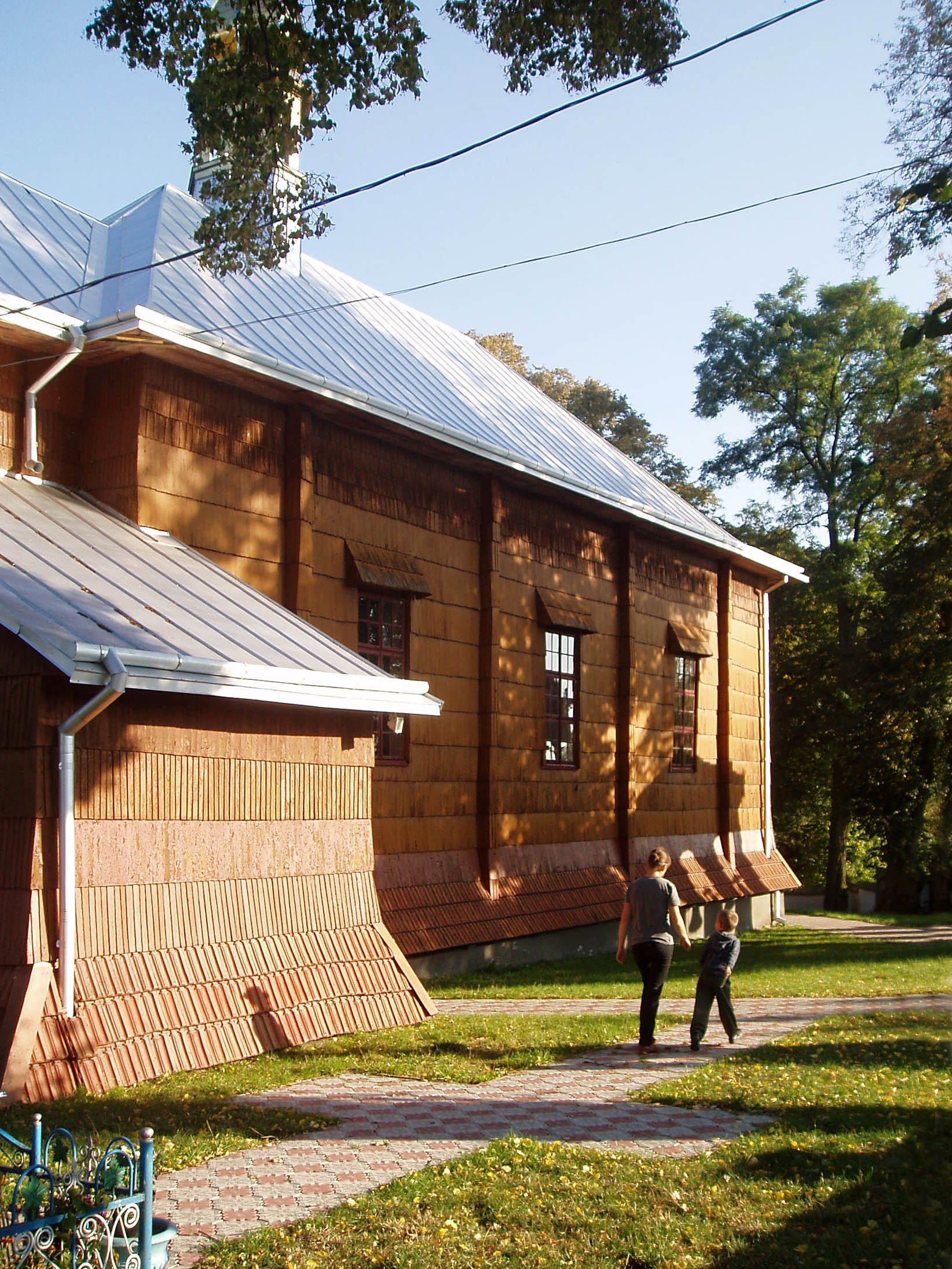
Преображенская церковь, 1883